# Bözödújfalu

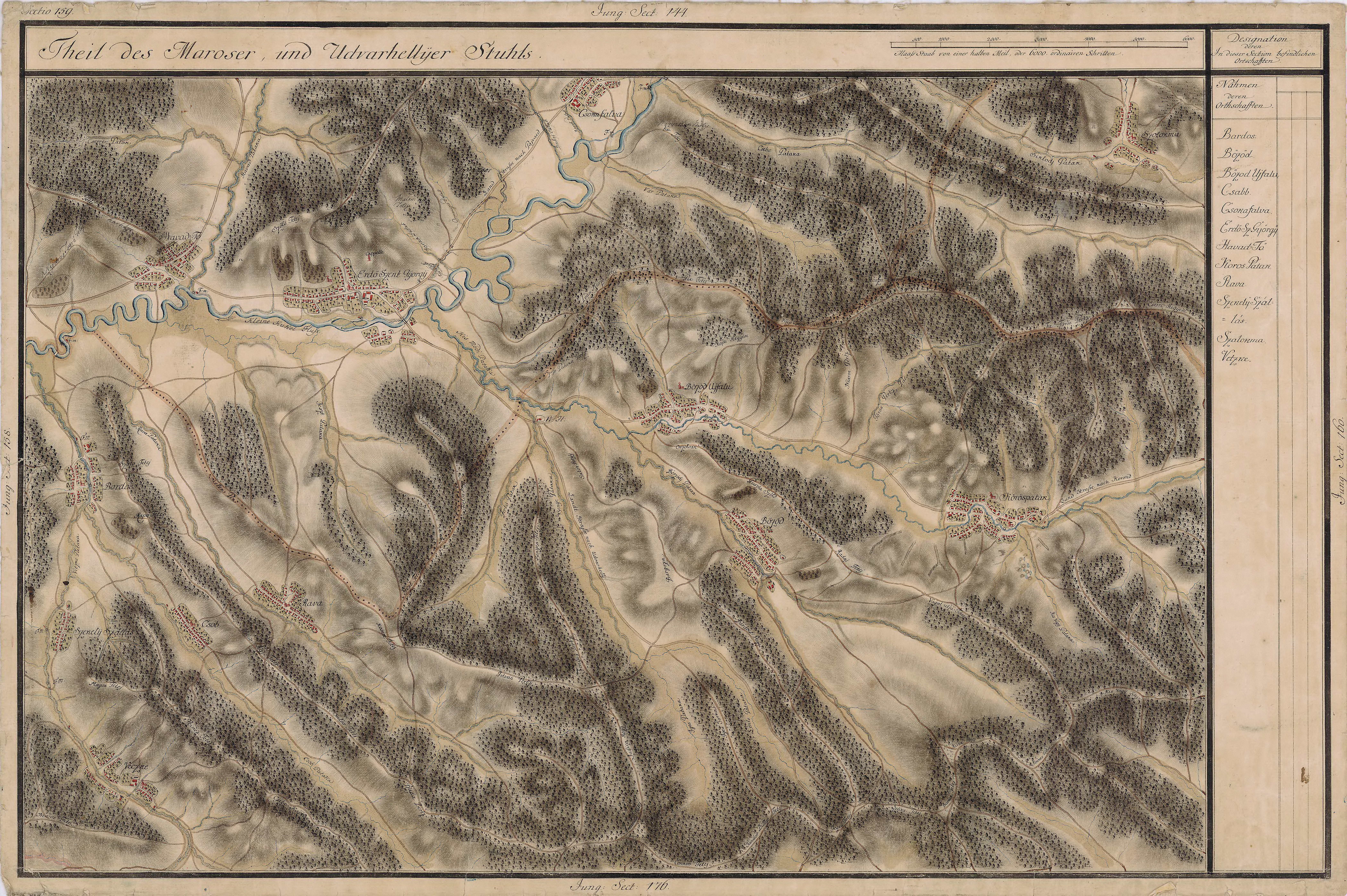
Bözödújfalu 18. századi térképen

Bözödújfalu (románul: Bezidu Nou, németül: Neudorf) elpusztult falu Romániában, Maros megyében. A falu a romániai falurombolás jelképévé vált: 1988-ban elárasztották egy új víztározó építésekor. Közigazgatásilag Erdőszentgyörgyhöz tartozik.

## Története
Az egykori falu községközpontjától, Erdőszentgyörgytől 5 km-re keletre terült el a Küsmöd-patak mellett. A falut a Bözödről a Küsmöd-patak völgyébe települt családok alapították, első okiratos említése 1566-ból származik.
Már a középkorban volt temploma, melynek híressége a bözödújfalusi Madonna, amely Erdély legértékesebb Mária-emlékei közé tartozott. Napjainkban a Madonna az újonnan épült erdőszentgyörgyi katolikus templom szentélyében található. A kegyszobor a 16. század első felében készülhetett, s mivel a Csíki-medencei Mária-szobrokkal mutat rokonságot, elképzelhető, hogy a csíksomlyói ferences faragóműhely mesterei alkották. A szobrot restaurálták, mielőtt az új templomba került. Helyette 1740-ben fatemplomot, majd 1784-ben kőtemplomot emeltek. Ma római katolikus templomrom, amely az unitárius templommal együtt víz alatt van.
A 17. századtól a szombatosok felekezetének egyik fő helye. Itt éltek az utolsó erdélyi szombatosok, míg 1868-ban zömük zsidó hitre tért. A falut 1910-ben még 679-en lakták, 678 magyar és 1 román anyanyelvű; 257 római katolikus (37,8%), 134 unitárius (19,7%), 123 görög katolikus (18,1%), 120 izraelita (17,7%), 40 református (5,9%) és 5 görögkeleti. 1939-ben építeni kezdték ortodox templomát, de 1990-ben lebontották.
Botskor Lóránt Marosvásárhelyen szolgáló csendőralezredes 1944. április és május hónapban Bözödújfaluból a marosvásárhelyi gettóba hurcolt szombatos zsidók közül mintegy hatvan internált személyt saját felelősségére szabadlábra helyezett, és vagyonukat, életüket, gyermekeiket megmentette a biztos pusztulástól. „Alulírottak, akik 1944. április és május hónapban, mint szombatos zsidók Bözödújfaluból a marosvásárhelyi gettóba hurcoltattunk, kijelentjük, hogy dr. Botskor Lóránt csendőralezredes közülünk mintegy hatvan internált személyt saját felelősségére szabadlábra helyezett, és vagyonunkat, életünket, gyermekeinket megmentette a biztos pusztulástól...” stb., stb. Bözödújfalu, 1946. augusztus 30. Aláírások. Hitelességüket igazolja többek közt Ráduly István László plébános.” 
A Bözödújfalusi-víztározó építése 1988-ban kezdődött meg, a gátépítés azonban már 1975-ben megindult, 1977-ben leállt, de 1984-től újra beindult. A gát 625 m hosszú és 28 m magas.
1985-ben elkezdődött a falu kitelepítése. 1992-ben még 126 lakosa volt, melyből 99 magyar, 23 cigány és 4 román, de a tervek szerint minden lakót ki kellett volna telepíteni. 1994-re a falu két templomával együtt teljesen víz alá került, lakosai – ki hová tudott – elköltöztek. Mindössze 12 ház menekült meg az elöntéstől, melyekben negyvenen laknak.
A falu első világháborús emlékművét 1996-ban kiemelték a vízből és a Tanorokba helyezték át. Minden év augusztusának első szombatján a falu egykori lakói falutalálkozót tartanak.
A falu különlegességét az adta, hogy katolikus, unitárius, ortodox és székely szombatos felekezet egyaránt megtalálható volt egy helyen.
Az egykori falu emlékét márványtábla őrzi, amelyen a lakosok neve és a faluban gyakorolt vallások szimbólumai láthatók.
A Sükösd Árpád által 1995-ben emelt emlékművön a következő szöveg áll:
"A tó fenekén Bözödújfalu nyugszik, 180 házának volt lakói szétszórva a nagyvilágban ma is siratják. A diktatúra gonosz végrehajtói lerombolták, és elárasztották, ezzel egy egyedülálló történelmi-vallási közösséget szüntettek meg, melyben különböző nemzetiségű és felekezetű családok éltek együtt évszázadokon át, egymást tisztelve, és szeretve, példás békességben. Immár a katolikus, unitárius, görögkatolikus és a székely szombatosok fohászai örökre elnémultak. Legyen e hely a vallásbéke helye és szimbóluma."
A faluból megmaradt templomok (katolikus és unitárius) az évek során egyre rosszabb állapotba kerültek. A templomok cserepeit az a néhány cigány család használta fel, akik itt laknak. Tető nélkül a templomok lassan összeomlottak. Mára már a katolikus templom falát is széthordták a lakosok, csak a fehér torony maradt meg, mutatva: itt egykor falu volt. Az unitárius templom is hasonló képet mutat. A lakosok alacsony vízállásnál - ha szükség van rá - a templomokból viszik el a köveket. 2009-ben, egy nagy viharban összedőlt a barokk katolikus templom tornyának a teteje is. 2014. június 29-én pedig az erdélyi falurombolás szimbólumává vált templomtorony is leomlott. Ezzel a falu utolsó létesítménye is eltűnt.
A víztározó környéke nyaranta a fürdőzők és horgászok közkedvelt paradicsoma. A vízpartot felparcellázták és  a viszonylag kis földterületek tulajdonosai kisebb-nagyobb bódékat emeltek, ezzel a természetes környezet képét jelentősen megváltoztatták.
2017-ben a tározó vízszintjét több mint nyolc méterrel csökkentették, mert a vízben álló irányítótornyot a gáttal összekötő híd egy része leszakadt. Így az egykori település maradványai újra láthatóvá váltak.
Szintén ennek a 2017-es eseménynek köszönhető, hogy sokkal könnyebben elindult az Összetartozás templomának az építkezése. Az építkezést lassította a Covid-világjárvány, de 2024-ben sikerült befejezni a templomépítést.

## Híres emberek
- Itt született 1926. január 9-én Kovács András író, újságíró, az erdélyi szombatosok és Bözödújfalu hű krónikása.

## Kapcsolódó szócikk
- Szászavinc